# ISO/IEC 5218
Міжнародний стандарт ISO 5218 — Інформаційні технології — коди для визначення статі людини (англ. Information technology — Codes for the representation of human sexes) — стандарт, що визначає подання статі людини і може бути використаний в інформаційних системах та базах даних.
Специфікація стандарту визначає чотири коди для позначення статі:
- 0 — невідомо
- 1 — чоловіча
- 2 — жіноча
- 9 — не застосовується

Стандарт ISO 5218 було розроблено Технічним комітетом з управління та обміну даними ISO у листопаді 1976 року, оновлено у липні 2004 року.
Стандартом чітко визначено, що кодування чоловічої статі як 1 та жіночої статі як 2 не має під собою жодного підтексту, натомість відображає наявну практику в країнах-ініціаторах стандарту.
Стандарт відповідає вимогам більшості комп'ютерних програм, у яких існує потреба кодування статі людини, відповідно не визначається кодів для позначення статі, які можуть використовуватися у медичних і наукових програмах або у програмах, які потребують кодування інформації про стать, яка відрізняється від статі людини.
Використовується у кількох національних ідентифікаційних системах, зокрема у французьких номерах INSEE, у першій цифрі національної ідентифікаційної картки Республіки Китай (中華民國國民身分證 (кит.)), у першій цифрі персонального номера, що використовувався в Угорщині до 1991 року.